# 诸葛竦
诸葛竦（3世纪?—253年），琅邪阳都人，诸葛瑾的孙子，诸葛恪的次子，诸葛绰的弟弟，诸葛建的哥哥。诸葛竦在东吴官至长水校尉，曾多次劝谏诸葛恪，诸葛恪不听，诸葛竦因此经常感到恐惧惹祸。
建兴二年（253年），诸葛竦听说诸葛恪被诛杀后，与弟弟诸葛建用车子载着母亲逃走。孙峻派骑都尉刘承追杀，诸葛竦在白都被斩杀。